# 黔西市
黔西市（けんせい-し）は中華人民共和国貴州省畢節市に位置する県級市。

## 行政区画
下部に5街道、15鎮、12民族郷を管轄する。
- 街道
  - 蓮城街道、水西街道、文峰街道、杜鵑街道、錦繡街道
- 鎮
  - 金碧鎮、雨朶鎮、大関鎮、谷里鎮、素朴鎮、中坪鎮、重新鎮、林泉鎮、金蘭鎮、甘棠鎮、洪水鎮、錦星鎮、鐘山鎮、協和鎮、観音洞鎮
- 民族郷
  - 五里プイ族ミャオ族郷、緑化ペー族イ族郷、新仁ミャオ族郷、鉄石ミャオ族イ族郷、太来イ族ミャオ族郷、永燊イ族ミャオ族郷、中建ミャオ族イ族郷、花渓イ族ミャオ族郷、定新イ族ミャオ族郷、金坡ミャオ族イ族満族郷、仁和イ族ミャオ族郷、紅林イ族ミャオ族郷

## 交通

### 鉄道
- 中国国家鉄路集団
  - 成貴旅客専用線

（成都方面）- 黔西駅 -（貴陽方面）

### 道路
- 高速道路
  - S30 江黔高速道路
  - S55 遵望高速道路
  - S82 黔大高速道路
- 国道
  - G321国道